# Axmar by
Axmar by eller Axmarby är en småort i Hamrånge socken i Gävle kommun.
Axmarby är en mycket gammal fiskehamn. Det har diskuterats huruvida den utnyttjats av Gävlefiskarna, eller om dessa hållit sig vid Kusökalv. Klart är i varje fall att det länge funnits täta förbindelser mellan Axmar och Gävle och att fiskarna varit den förmedlande länken. På 1930-talet hade Axmars hamn redan övergivits, medan folk från fastlandet ännu bedrev fiske på Kusökalv.
Vid Jungfrukusten intill Axmar finns Gästriklands största gravhög, Högkullen (Axmarhögen), vilken anses vara en vikingagrav. Axmar är ett naturnamn. Förleden Ax kan härröra från ag eller från sädesax (korn) som tidigt odlades i bygden. Efterleden mar kan tydas som långgrund havsvik.
Axmar är beläget intill järnvägslinjen Ostkustbanan och var tidigare utöver en ren skogs- och jordbruksbygd också ett säte för sågverksindustri, under 1950-talet hade här Sjökarteverket en bas för mätning av havsdjup i södra Norrlandskusten. 1671 anlades Axmar bruk av Claes Depken, bruket var under olika ägare i drift fram till 1927.
Axmarbygden har många fritidsboende främst i områdena kring Axmarfjärden, Finnharsfjärden, Gåsholma och Hari. Yttre Axmarfjärden med Kusön (Gästriklands största ö) ingår i Axmars naturreservat.
Axmar figurerar i litteraturen bland annat i romanen De bröto bygd av Per Wikberg där Axmar/Axmarby förekommer i förklädnad av namnet Sjövik samt i de historiska romanerna Onåd och Dömd som häxa av Leif Syrén.
Genom Axmar by går länsväg X583 som ansluter i väst till E4 vid korsningen Axmartavlan. Korsningen är cirka 36 kilometer norr om Gävle och är olycksdrabbad.

## Befolkningsutveckling
| Befolkningsutvecklingen i Axmarby/Axmar by 1960–2015                                                    | Befolkningsutvecklingen i Axmarby/Axmar by 1960–2015 | Befolkningsutvecklingen i Axmarby/Axmar by 1960–2015 | Befolkningsutvecklingen i Axmarby/Axmar by 1960–2015 | Befolkningsutvecklingen i Axmarby/Axmar by 1960–2015 |
| --- | ---------------------------------------------------- | ---------------------------------------------------- | ---------------------------------------------------- | ---------------------------------------------------- |
| |                                                      |                                                      |                                                      |                                                      |
| År |                                                      |                                                      | Folkmängd                                            | Areal (ha)                                           |
| 1960 | 1960                                                 |                                                      | 255                                                  | 76                                                   |
| 1990 | 1990                                                 |                                                      | 94                                                   | 58#                                                  |
| 1995 | 1995                                                 |                                                      | 117                                                  | 66#                                                  |
| 2000 | 2000                                                 |                                                      | 125                                                  | 66#                                                  |
| 2005 | 2005                                                 |                                                      | 125                                                  | 65#                                                  |
| 2010 | 2010                                                 |                                                      | 128                                                  | 65#                                                  |
| 2015 | 2015                                                 |                                                      | 114                                                  | 71#                                                  |
| Anm.: Upphörde som tätort 1965. Tätorten benämndes Axmarby och småorten benämns Axmar by. # Som småort. |                                                      |                                                      |                                                      |                                                      |